# Jean Cassou
Jean Cassou (Deusto, 9 de julio de 1897 - París, 16 de enero de 1986) fue un escritor, crítico de arte, hispanista francés y primer director del Museo Nacional de Arte Moderno de Francia.

## Biografía
Hijo de un ingeniero industrial bearnés y de una madre andaluza, si bien nació en el País Vasco, a los cuatro años su familia se instaló en Saint-Quentin. El padre murió en 1914 dejando a su familia en una gran pobreza, pero Cassou pudo hacer estudios secundarios en París, en el Liceo Carlomagno y luego en la facultad de letras de la Sorbona, donde empezó una licenciatura en filología hispánica en 1917 y 1918, mientras ejercía de jefe de estudios en un liceo de Bayona.
A partir de 1921 publicó en la revista Mercure de France sus Lettres espagnoles (Cartas españolas). Apasionado por el arte moderno, ejerció como crítico del mismo. Fue inspector de monumentos históricos desde 1932. Participó en numerosas revistas literarias; militante antifascista, un defecto físico le impidió participar como militar en las guerras mundiales y fue redactor jefe de la revista Europe en el periodo de entreguerras.
En 1936 perteneció al gabinete de Jean Zay, ministro de Educación. Fue secretario de Pierre Louÿs. Al principio de septiembre 1940 fue nombrado conservador jefe del Museo Nacional de Arte Moderno, cargo que desempeñó hasta su destitución por el régimen de Vichy algunas semanas después. Luchó contra los fascistas nazis y franceses como pudo durante la ocupación alemana. En 1944 fue nombrado comisario de la República en Toulouse y luego de nuevo director del Museo de Arte Moderno en 1945 hasta 1965; fue un militante activo del Mouvement de la Paix.
Entre sus obras poéticas destacan Trente-trois sonnets composés au secret (publicado clandestinamente en 1944), La Rose et le vin y La folie d'Amadis. Como hispanista tradujo las Novelas ejemplares de Cervantes, los poemas de Federico García Lorca y Antonio Machado, la novela Las lanzas coloradas, del escritor venezolano Arturo Uslar Pietri y publicó biografías de Cervantes y de Felipe II.

## Obras

### Novelas
- Eloge de la Folie, 1925
- Les harmonies viennoises (1926 - Emile Paul)
- Les inconnus dans la cave (1933 - Gallimard)
- Les massacres de Paris (1936 - Gallimard)
- Le centre du monde (1945 - Le Sagittaire)
- Dernières pensées d'un amoureux (1962 - Albin Michel)
- Le voisinage des cavernes (1971 - Albin Michel)

### Ensayos
- Les nuits de Musset (1931 - Emile Paul)
- Le Gréco (1931 - Les Éditions Rieder)
- Grandeur et infamie de Tolstoï (1932 - Bernard Grasset)
- Pour la poésie (1935 - Corréa)
- Quarante-huit (1939 - Gallimard)
- La mémoire courte (1954 - Editions de Minuit)
- Parti pris (1961 - Albin Michel)
- La création des mondes (1971 - Editions Ouvrières)
- Une vie pour la liberté (1981 - Éditions Robert Laffont)

### Crítica de arte
- Picasso par Jean Cassou (1940 - Hyperon)
- Situation de l'Art Moderne (1950 - Editions de Minuit)
- Panorama des Arts Plastiques contemporains (1960 - Gallimard)

### Poesía
- Trente trois sonnets composés au secret (1944 - Editions de Minuit)
- La Rose et le vin
- La folie d'Amadis

- Datos: Q965990
- Multimedia: Jean Cassou / Q965990